# Ignacio Zaragoza
Ignacio Zaragoza Seguin (Bahía del Espíritu Santo, Coahuila y Texas, México —hoy Goliad, Texas, Estados Unidos— 24 de marzo de 1829-Puebla, Puebla, México, 8 de septiembre de 1862) fue un militar mexicano reconocido como el héroe de la batalla de Puebla, que tuvo lugar el 5 de mayo de 1862 cuando el ejército mexicano derrotó al ejército francés de élite al mando de Charles Ferdinand Latrille (conde de Lorencez), considerado en aquel entonces el mejor ejército del mundo.

## Biografía

### Primeros años
Ignacio Zaragoza nació en el poblado de Bahía del Espíritu Santo, en el estado de Coahuila y Texas (hoy Goliad, Texas). Fue el segundo hijo de Miguel Zaragoza Valdés, de Veracruz, y María de Jesús Seguin Martínez, de San Antonio de Béxar, esta última pariente de Juan José Erasmo Seguín. Cuando los rebeldes texanos, apoyados por los Estados Unidos de América, ganaron la guerra de Independencia de Texas, Miguel Zaragoza, que era soldado de infantería, se mudó con su familia desde el presidio de la Bahía de Espíritu Santo (hoy Goliad, Texas), donde había nacido su hijo Ignacio, posteriormente fue a la ciudad de Matamoros en 1834, y posteriormente, en 1844, a Monterrey, donde Ignacio entró al seminario, estudios que abandonó en 1846, convencido de que no tenía vocación sacerdotal.

### Intervención estadounidense
Cuando los Estados Unidos de América invadieron México, en la conocida intervención estadounidense en México en 1847, el joven Zaragoza intentó alistarse como cadete, pero fue rechazado.

### Revolución de Ayutla
Al iniciarse la Revolución de Ayutla contra Antonio López de Santa Anna, Zaragoza se adhirió a ella, y desde aquel momento militó al lado de los liberales. En 1853 se unió al ejército de Nuevo León con el rango de sargento, y cuando su regimiento fue incorporado al Ejército Mexicano, fue promovido a capitán. El 8 de marzo de 1859 fue promovido al grado de general de brigada el cual le fue otorgado por Santos Degollado.

### Guerra de Reforma
En 1860, Zaragoza y un pequeño número de combatientes lucharon a favor de la Constitución de 1857. Zaragoza derrotó a las tropas de Leonardo Márquez, situadas en Guadalajara, Jalisco. Poco tiempo después, bajo las órdenes del general Jesús González Ortega participó en la Batalla de Calpulalpan, donde fue derrotado el ejército conservador con la que se dio término a la guerra de Reforma. A las órdenes del presidente Benito Juárez, Zaragoza sirvió como ministro de Guerra desde abril hasta octubre de 1861.

### Segunda intervención francesa
Cuando las fuerzas francesas de Napoleón III invadieron México con el objetivo de establecer un Estado subordinado a su imperio, el general Zaragoza, al mando del Ejército de Oriente, las enfrentó en Acultzingo, en la llamada batalla de Las Cumbres, el 28 de abril de 1862. Siendo obligado a retroceder. Zaragoza comprendió la posición defensiva y favorable que tenía la ciudad de Puebla, paso obligado para ir a la Ciudad de México.

### Batalla de Puebla
Al amanecer del 5 de mayo de 1862, el general Ignacio Zaragoza arenga a sus soldados: "Nuestros enemigos son los primeros soldados del mundo, pero vosotros sois los primeros hijos de México y os quieren arrebatar vuestra patria". Ordena a Miguel Negrete dirigir la defensa por la izquierda; a Felipe Berriozábal por la derecha y a Porfirio Díaz que esté junto a él. Tras varias horas de lucha, la batalla no se decide, se enfrentan cuerpo a cuerpo mexicanos y franceses. Finalmente, los invasores se retiran mientras Zaragoza grita: "Tras ellos, a perseguirlos, el triunfo es nuestro". El ejército francés era considerado el mejor del mundo en ese tiempo, un ejército profesional, con la fama de ser invencible y de haber ganado batallas en Argelia (Legión Extranjera) y de haber entrado al Delta de río Mekong en la Indochina Francesa (hoy República Socialista de Vietnam). Al mando del general Charles Ferdinand Latrille, conde de Lorencez. Pero fue derrotado y masacrado estrepitosamente. Los indígenas del hoy municipio de Tetela de Ocampo del Estado de Puebla, los persiguieron machete y cuchillo en mano y acabaron con muchos soldados franceses, zuavos (tropa de élite del ejército francés) y soldados belgas enviados por el Rey Leopoldo I (padre de Carlota Amalia), que también formaban parte de la invasión, fueron masacrados.
El informe que el general Ignacio Zaragoza rindió sobre la batalla de Puebla al Secretario de Guerra Miguel Blanco Múzquiz fue breve y significativo: "Las armas nacionales se han cubierto de gloria. Las tropas francesas se portaron con valor en el combate y su jefe con torpeza". El presidente Benito Juárez sería informado más tarde.

### Fallecimiento

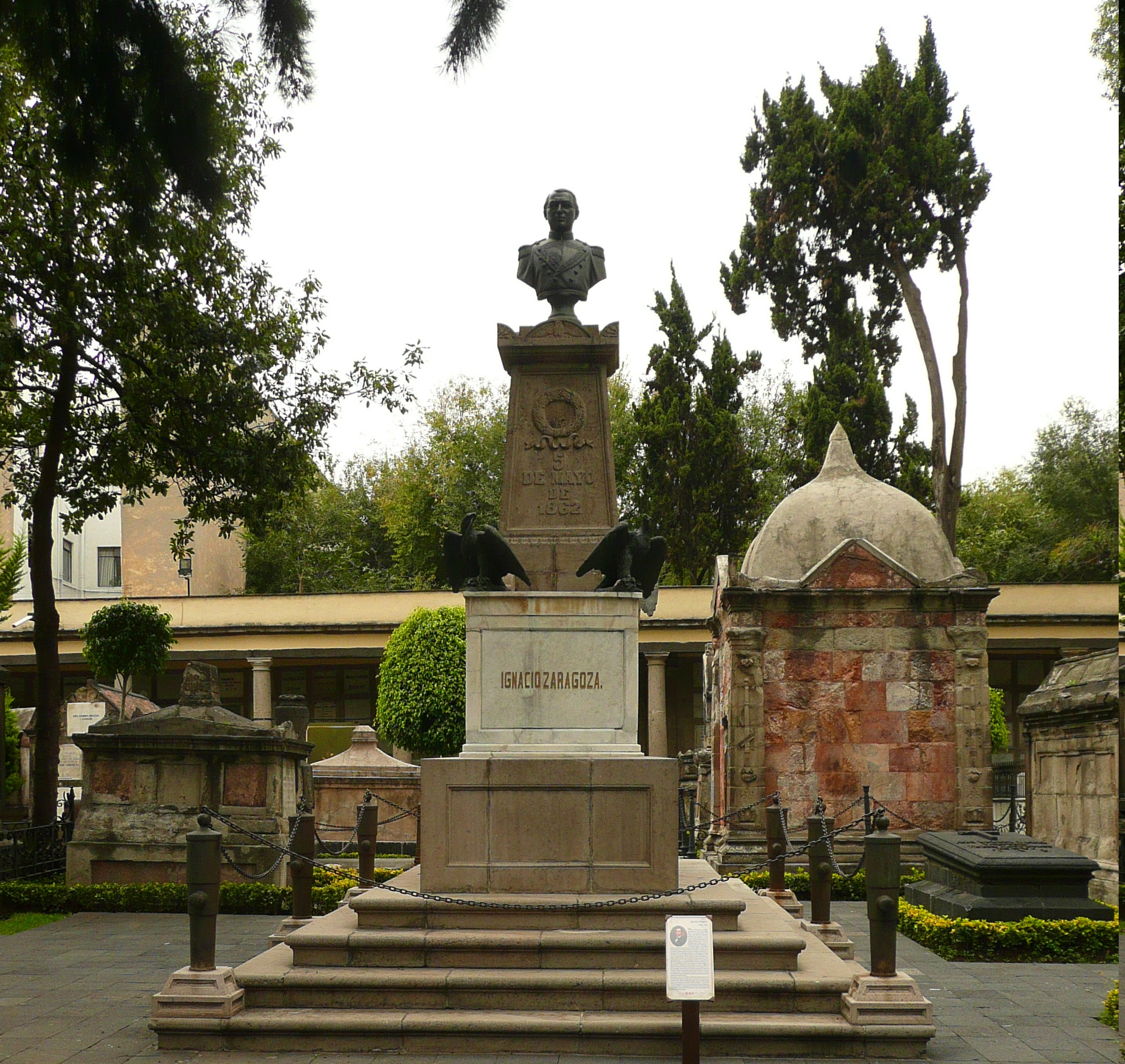
Tumba vacía (ahora monumento) del general Ignacio Zaragoza en el Museo Panteón de San Fernando en Ciudad de México.

Ignacio Zaragoza, a los treinta y tres años, muere de tifus murino contraído por infección provocada por la mordedura de las pulgas de ratas infectadas, como consecuencia de la insalubridad de la campaña el 8 de septiembre de 1862. 

### Restos mortales
Tras su fallecimiento, sus restos fueron trasladados a la capital y enterrados en el Panteón de San Fernando ubicado en la Ciudad de México.
Sin embargo, el 4 de mayo de 1976 sus restos fueron exhumados del Panteón de San Fernando con motivo del 114.º aniversario de la batalla de Puebla. Al día siguiente, sus restos llegaron a la ciudad de Puebla y ser colocados en la Zona de los Fuertes, lugar donde se construyó un monumento conmemorativo llamado «Monumento a Ignacio Zaragoza» ubicado en la glorieta que conecta las calles Calzada Ignacio Zaragoza y 2 Norte. Los restos de su esposa, Rafaela Padilla de la Garza, también fueron inhumados en dicho monumento en 1979.

## Familiares y descendientes
Ignacio Zaragoza se casó con Rafaela Padilla de la Garza (1836-1862), matrimonio que duró cinco años, debido a que su esposa falleció el 13 de enero de 1862, en Ciudad de México, víctima de un fuerte catarro que se diagnosticó como pulmonía. 
Sus hijos fueron: 
- Ignacio Zaragoza Padilla (1857)
- Ignacio Estanislao Zaragoza Padilla (1858)
- Rafaela Zaragoza Padilla (1860-1927)

## Legado y honores

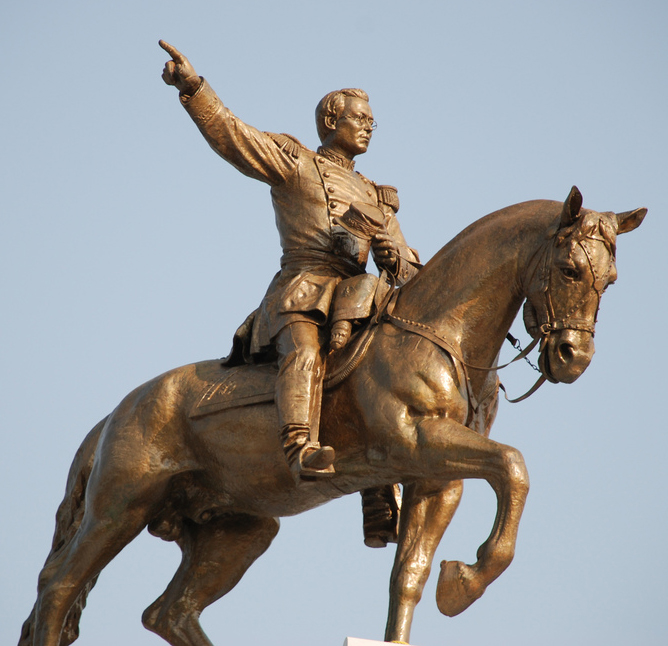
Monumento a Ignacio Zaragoza.

El 5 de mayo de 1976, Ignacio Zaragoza fue declarado Benemérito de la Patria en grado heroico.

### Lugares
- Puebla de Zaragoza (capital del estado homónimo) lleva su apellido en su honor. Fue decretado el 11 de septiembre de 1862 por el presidente Benito Juárez, cambiando su tradicional nombre de Puebla de los Ángeles.
- Coahuila de Zaragoza, estado al norte del país, lleva su apellido en su nombre oficial.
- Durante un tiempo, Tijuana[4](Baja California) se llamó Tijuana de Zaragoza.

### Billetes y monedas
- Billete de cincuenta pesos de la segunda serie del Banco de México (1936-1942). Impreso por la American Bank Note Company.[5] Desmonetizado, con valor únicamente numismático.
- Billete de quinientos nuevos pesos de la familia C (1994), sale junto a un extracto de la pintura Fuertes combates sostenidos en los cerros de Loreto y Guadalupe de José Cusachs. Impreso por la fábrica de billetes del Banco de México.[6] En proceso de retiro, con valor únicamente numismático.
- Billete de quinientos pesos de la familia D.
- Billete de quinientos pesos de la familia D1.
- Moneda de diez pesos conmemorativa del 150.º aniversario de la batalla de Puebla.